# Studio 54 (film)
Pour les articles homonymes, voir Studio 54.
Pour plus de détails, voir Fiche technique et Distribution.
Studio 54 (54) est un film dramatique américain écrit et réalisé par Mark Christopher, sorti en 1998.

## Synopsis
À la fin des années 1970, le riche entrepreneur qu'est Steve Rubell fait aménager un studio de télévision à l'abandon, situé à Manhattan, en un night-club baptisé Studio 54. L'endroit devient rapidement un incontournable de la vie nocturne new-yorkaise. Shane O'Shea a dix-neuf ans et est issu d'une famille ouvrière d'une petite localité du New Jersey. Il lui a suffi de franchir le fleuve pour se retrouver à New York et y découvrir un univers de luxe, de luxure et de décadence…,

## Fiche technique
- Titre original : 54
- Titre français, belge et québécois : Studio 54
- Réalisation : Mark Christopher
- Scénario : Mark Christopher
- Décors : Kevin Thompson
- Costumes : Ellen Lutter
- Photographie : Alexander Gruszynski
- Montage : Lee Percy, A.C.E.
- Musique : Marco Beltrami
- Production : Richard Gladstein, Dolly Hall et Ira Deutchman
- Sociétés de distribution : Miramax (États-Unis) ; BAC Films (Europe)
- Pays de production : États-Unis
- Langue originale : anglais
- Format : couleur
- Genre : drame
- Durée : 93 minutes ; 105 minutes (Director's Cut)
- Dates de sortie :
  - États-Unis : 28 août 1998
  - France : 9 septembre 1998 (Festival du cinéma américain de Deauville), 14 juillet 1999 (nationale)
  - Belgique : 28 juillet 1999

## Distribution
Note : doublage de la version cinéma et DVD (1998) ; doublage de la version Director's cut DVD (2015).
- Ryan Phillippe (V. Q. : Martin Watier) : Shane O'Shea
- Salma Hayek (V. F. 1998 : Laëtitia Godès / 2015 : Ethel Houbiers ; V. Q. : Valérie Gagné) : Anita Randazzo
- Neve Campbell (V. F. 1998 : Françoise Cadol ; V. Q. : Lisette Dufour) : Julia Black
- Mike Myers (V. F. 1998 : Edgar Givry ; V. Q. : Benoit Rousseau) : Steve Rubell
- Sela Ward (V. F. 1998 : Marjorie Frantz) : Billie Auster
- Breckin Meyer (V. Q. : Michel M. Lapointe) : Greg Randazzo
- Sherry Stringfield (V. Q. : Madeleine Arsenault) : Viv
- Ellen Albertini Dow : Disco Dottie
- Cameron Mathison : Atlanta
- Heather Matarazzo (V. Q. : Charlotte Bernard) : Grace O'Shea
- Mark Ruffalo (V. Q. : Sylvain Hétu) : Ricko
- Michael York (V. F. 2015 : Guillaume Orsat) : l'ambassadeur
- et aussi, dans leur propre rôle, Lauren Hutton, Daniel Lapaine, Ron Jeremy, Elio Fiorucci et Thelma Houston

 Source et légende : version française (VF) sur RS Doublage,